# Susan Isaacs
Susan Sutherland Isaacs, född  Fairhurst 24 maj 1885, död 12 oktober 1948, var en brittisk psykolog.
Susan Isaacs var filosofie doktor. Efter psykologiska studier vid olika universitet var hon lärare i psykologi vid Londons universitet 1916–1933 och föreståndare för avdelningen för barnuppfostran vid dess pedagogiska institut 1933–1943. Isaacs anlitades i flera statliga kommissioner och utredningar samt var medlem av ett flertal psykologiska fackorganisationer. Sin egen forskning, som i viss mån hade psykoanalytisk anknytning, ägnade Isaacs huvudsakligen åt förskoleålderns socialpsykologiska förhållanden. Hon var medutgivare av British Journal of Psychology från 1921, British Journal of Educational Psychology från 1931 och British Journal of Medical Psychology från 1936. Isaacs utgav bland annat Intellectual growth in young children (1930), Social development in young children (1933) och The psychological aspects of child development (1935).